# Thérapie manuelle
 (juillet 2011).
Si vous disposez d'ouvrages ou d'articles de référence ou si vous connaissez des sites web de qualité traitant du thème abordé ici, merci de compléter l'article en donnant les références utiles à sa vérifiabilité et en les liant à la section « Notes et références ».

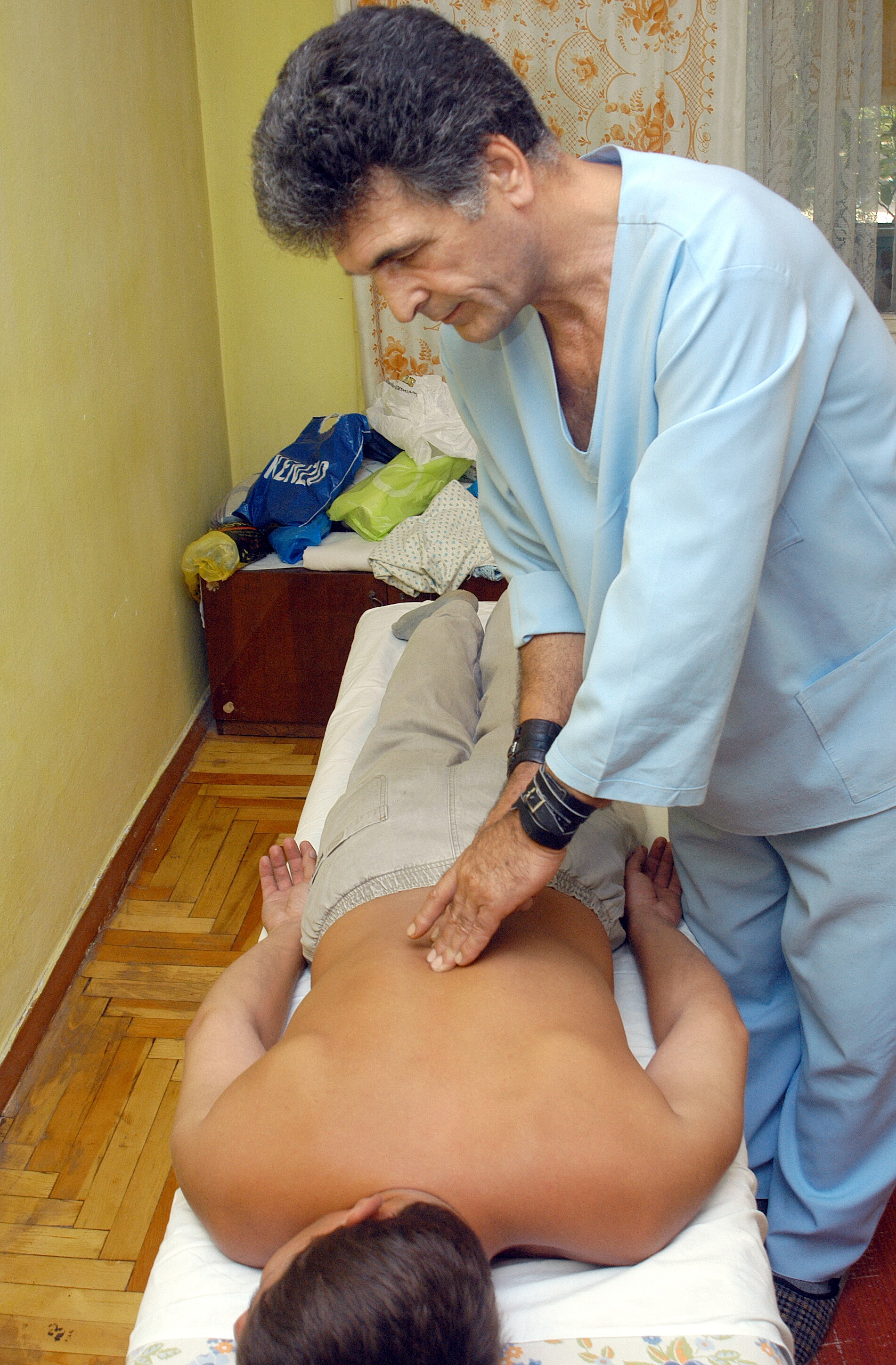
Thérapeute manuel Ukrainien Yury Shtefko

La thérapie manuelle est une activité pratiquée par certains kinésithérapeutes, les chiropracteurs, les ostéopathes et les podologues. Elle s'appuie sur des concepts théoriques de biomécanique et de neuro-physiologie [réf. nécessaire]. Cet « art de soigner avec les mains » est au carrefour de différentes spécialités médicales comme la kinésithérapie, la médecine manuelle, la podologie, l'orthopédie, la rhumatologie pour trouver des solutions aux pathologies de l'appareil locomoteur. Les mobilisations spécifiques complètent les techniques myotensives (levées de tension et techniques d'inhibition de Jones) pour tenter de permettre un gain d'amplitude lorsque la pathologie a créé une restriction de mobilité. 
En France, le titre de thérapeute manuel n'étant pas protégé, n'importe qui peut se proclamer thérapeute manuel, qu'il ait ou non suivi une formation de santé.

## Quelques thérapies manuelles
- L'ostéopathie
- L'étiopathie
- La somatopathie[2]
- La chiropratique
- Le concept Mulligan
- L'haptonomie
- La microkinésithérapie
- La kinésiologie
- Le rolfing
- La biokinergie
- La fasciapulsologie
- La fasciathérapie
- Le myofascial release
- La Neurosensorielle

## Évaluation scientifique
Peu d'études cliniques rigoureuses ont été réalisées à ce jour pour permettre d'étayer leur efficacité clinique propre et il n'est pas exclu qu'une grande partie de leurs effets soit dus aux effets contextuels.